# 东非高级委员会
东非高级委员会（EAHC）是1948年1月1日至1961年12月9日英属东非殖民地政府设立的管理乌干达、肯尼亚、坦噶尼喀公共事务的机构。被东非共同事务组织(EACSO)取代。

## 历史
第二次世界大战期间，英国政府为战争需要，先后在东非地区成立了多个全区性机构，如“东非联合经济委员会”、“东非战时供应委员会”、“东非研究和发展局”和“东非难民管理局”等。战后，英国政府发布了《东非跨地域未来管理建议》（proposals for the future management of the inter-territorial services in East Africa）。1947年英国樞密院通过了《东非(高級委員會)樞密院頒令》（East Africa (High Commission) Order in Council）。1948年1月1日生效，成立了进行了机构改革，在从1926年起每两年召开一次的总督会议基础上，成立了“东非高级委员会”负责掌管东非的铁路、港口、民航、邮政、电信、关税、所得税、教育以至国防事务而不影响乌干达、肯尼亚、坦噶尼喀宪政法律地位。同时设立“中央立法大会”（Central Legislative Assembly）作为咨询机构。 
东非高级委员会由三地总督组成，每年开会两到三次，以一致同意规则通过决议。肯尼亚殖民地总督为当然主席。秘书处设在内罗毕，几乎完全由英籍民事人士组成。东非高级委员会下设多个实体，如东非铁路港口管理局、东非邮政电信管理局，共有21,000 人。1960年费用1.25亿美元。
1961年6月，在非殖民化浪潮中，乌干达、肯尼亚、坦噶尼喀三方在伦敦会谈。一致同意在独立后设立东非共同事务组织 (EACSO)，提供东非高级委员会类似功能。1961年12月9日，坦噶尼喀率先独立建国，高级委员会正式被EACSO取代。总部仍设在内罗毕。

## 中央立法大会
1947年英国樞密院通过的《东非(高級委員會)樞密院頒令》，设立东非中央立法大会（Central Legislative Assembly）。成员包括高级委员会的高阶行政官员与三地提名的非官方士绅代表。中央立法大会通过的决议直接适用于三地。

## 书目
- Colonial Office.  (PDF). Colonial 191. London: H.M. Stationery Office. 12 December 1945.
- Colonial Office.  (PDF). Colonial 210. London: H.M. Stationery Office. 5 March 1947.
- Colonial Office.  (PDF). Command 1433. London: H.M. Stationery Office. 11 July 1961.
- Apter, David E. . Routledge. 1961: 256–261. ISBN 978-1-136-30757-7.
- Banfield, Jane. . International Journal. 1963, 18 (2): 181–193. JSTOR 40198786. doi:10.2307/40198786 （英语）.
- Birmingham, Robert. . Virginia Journal of International Law. 1969, 9: 415  [2020-03-21]. （原始内容存档于2019-04-27）.
- Gladden, E. N. . Parliamentary Affairs. 1 May 1963, XVI (4): 428–439. ISSN 0031-2290. doi:10.1093/oxfordjournals.pa.a054027 （英语）.
- Ramolefe, AMR; Sanders, AJGM. . The Comparative and International Law Journal of Southern Africa. 1972, 5 (1): 42–55. ISSN 0010-4051. JSTOR 23242755.